# Линёво (Красноярский край)
Линёво — деревня Шарыповского района Красноярского края России. Входит в состав Холмогорского сельсовета.

## География
Деревня расположена в 19 км к югу от районного центра Шарыпово на берегу реки Береш, в 3 километрах от озера Линёво.

## История
Название этого села произошло от имени озера Линёво. Было освоено переселенцами из Орла, Вятки, Курска, Тамбова. Строительство деревни началось в 1902 году. Первыми сооружениями были землянки, земляные балаганы. В 1910 году был срублен один из первых домов. Этот первый дом, сделанный из лиственницы, стоит до сих пор. Первопоселенцами были семьи Колчановых, Рубининых, Ващилиных, Полонниковых, Ковалёвых, Кожуренко.
После начала коллективизации в деревне образовались два колхоза. Позже они объединились в «Горный партизан». В нём было четыре полеводческих бригады, животноводческая, строительная, действовало три водяные мельницы. В колхозе насчитывалось 340 хозяйств. Действовали также сырзавод, кузница. Были развиты пимокатное, кожевенное, гончарное ремесла, маслоделие. В своё время в Линёво находился промкомбинат, дислоцировалась геолого-разведочная партия. Была школа-семилетка (позднее — восьмилетка) со столярной мастерской, интернатом. В 1980-х годах её закрыли. Количество населения стало резко сокращаться.
В последние годы жизнь начала постепенно возвращаться в деревню. Снова открылась школа (пока — начальная). Работают клуб, библиотека.

## Население
| 2010 |
| ---- |
| 158  |

Гендерный состав
По данным Всероссийской переписи населения 2010 года 79 мужчин и 79 женщин из 158 чел.

## Известные уроженцы
- Алексей Фёдорович Колониченко (род. 1915) — советский хозяйственный, государственный и политический деятель.